# Gino Bartali

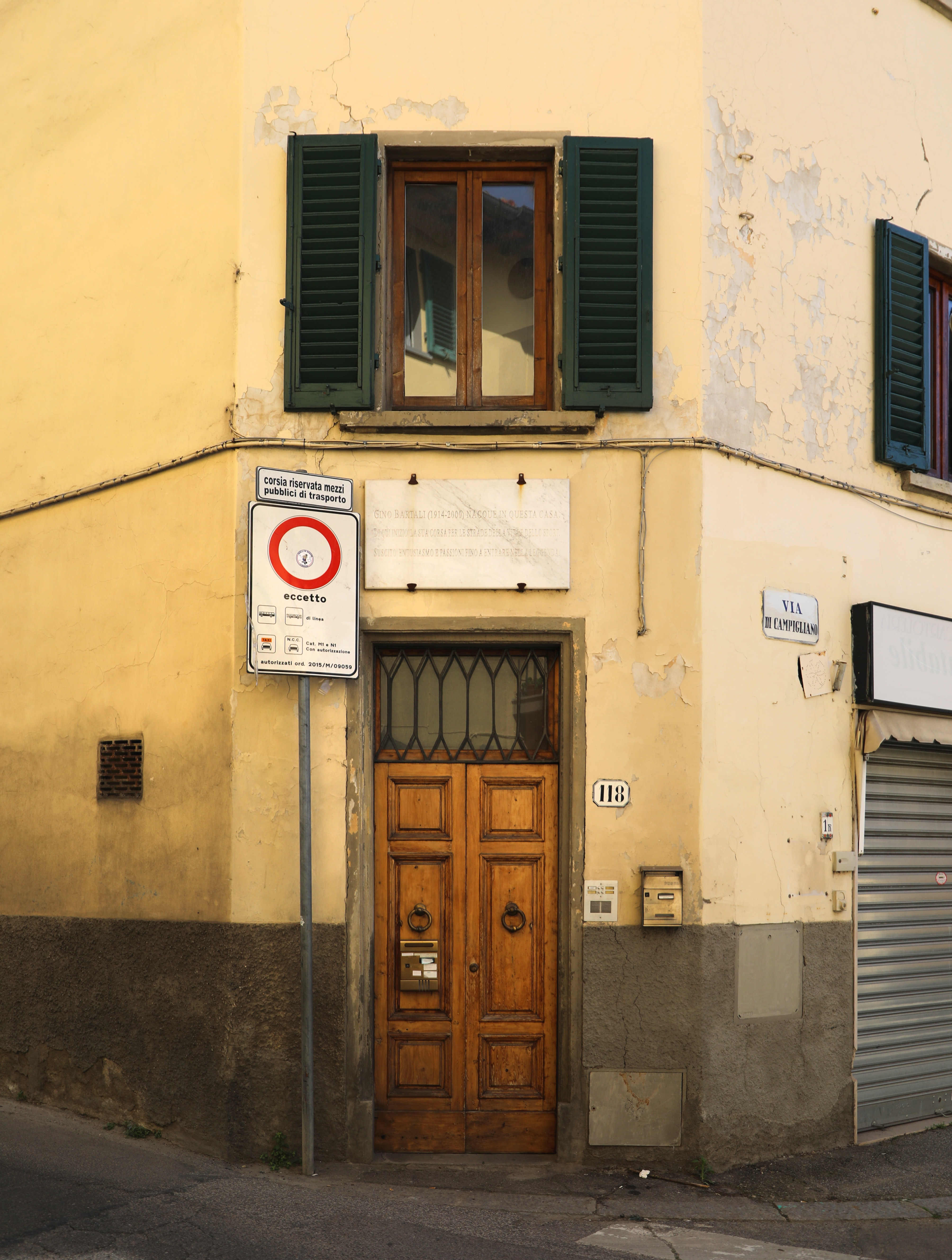
Huis van Gino Bartali

Gino Bartali (Ponte a Ema, 18 juli 1914 - aldaar, 5 mei 2000) was een Italiaans wielrenner. 
Bartali heeft de volgende bijnamen: de Zwijgzame, de Vrome, de Mystieke of de Monnik, omwille van zijn intense belijdenis van het katholieke geloof, en de Nordist van Toscane vanwege zijn geboortestreek Toscane en naar zijn voorkeur voor de Vlaamse wedstrijden. Bartali werd steeds in een ander daglicht gesteld: kampioen van de eenvoud, van het snobisme, de tolerantie of de tirannie. Bartali had veel tifosi (fans).

## Carrière

### Voor de Tweede Wereldoorlog
In 1936 en 1937 schreef hij de Giro d'Italia op zijn naam. In 1937 reed hij zijn eerste Tour de France en in 1938 won hij de Tour met een voorsprong van meer dan twintig minuten op de Belg Félicien Vervaecke.
Na deze overwinning in de Tour van 1938 werden de beste jaren van zijn carrière gedwarsboomd door de oorlog. Fausto Coppi, die vijf jaar jonger was dan hij, won de Ronde van Italië 1940, terwijl hij eigenlijk de knecht van Gino was. Italië werd verdeeld in twee rivaliserende clans. Coppi, het idool in wording, overvleugelde Bartali enigszins.

### Oorlog
Tijdens de Tweede Wereldoorlog bood Bartali, op verzoek van Paus Pius XII, in het geheim hulp aan Joodse onderduikers, die zich schuil hielden in een klooster in Assisi. Bartali smokkelde onder andere vervalste identiteitskaarten mee in het frame van zijn fiets. Nadat hij werd opgepakt en drie maanden lang werd verhoord en gemarteld, besloot hij zijn vrouw en kind onder te brengen op een geheime locatie. Hij was betrokken bij het redden van 800 Joden en ontving daarvoor   postuum de onderscheiding "Rechtvaardige onder de Volkeren", een eretitel van het Holocaustmuseum Yad Vashem in Jeruzalem voor niet-Joden.
In 2017 stelde onderzoek door Michele Sarfatti de rol van Bartali bij het redden van Joodse onderduikers ter discussie, daarbij onder meer verwijzend naar het beperkt bronnenmateriaal en het feit dat Bartali het verhaal zelf nooit zou hebben bevestigd. In 2021 traden Marco en Stefano Pivato dit relaas bij, daarbij het hele verhaal 'verzonnen' noemend ('una storia inventata').

### Na de Tweede Wereldoorlog
Na de oorlog werd Bartali weer actief in het wielerpeloton. Hij won de eerste naoorlogse Giro in 1946, en in 1948 verscheen Bartali ook opnieuw aan de start van de Tour de France. Tien jaar na zijn eerste Touroverwinning won hij de wedstrijd voor de tweede keer. Deze Tourzege leidde enigszins de aandacht af van de revolutie in Italië, die op gang was gekomen na de (mislukte) moordaanslag op de leider van de Italiaanse communistische partij, Palmiro Togliatti. Het verhaal gaat dat de Italiaanse president Luigi Einaudi Bartali smeekte omwille van de eenheid van het land de Tour te winnen, wat hij dus ook deed.
In 1950 leek Bartali op weg naar zijn derde Tourzege. Hij won de etappe in Saint-Gaudens, waar zijn landgenoot Fiorenzo Magni de gele trui veroverde. Tijdens de beklimming van de Col d'Aspin in de Pyreneeën deden zich echter ernstige incidenten voor. Supporters bedreigden de Italianen. Bartali kondigde na de huldiging in Saint-Gaudens aan, dat beide Italiaanse ploegen de Tour zouden verlaten. Dat gebeurde ook.

## Na zijn carrière
Vier jaar later kwam er een einde aan Bartali's loopbaan. Twintig jaar had hij als professional gefietst en in zijn veertigste levensjaar werd zijn afscheid bespoedigd door een ernstig verkeersongeluk in Cermenate in Noord-Italië. In zijn topjaren was Bartali in Italië zeer populair.
Na zijn loopbaan raakte Bartali door overmatig roken enige tijd zijn stem kwijt. Bartali keerde in 1994, 56 jaar na zijn eerste Tourzege, in Lourdes als eregast terug in de Tourkaravaan. Vanaf 1953 produceerde Bartali de Bartali-motorfietsen.
In zijn 19-jarige profcarrière heeft Bartali 168 overwinningen behaald. Hij heeft 23 dagen de gele trui gedragen in de Tour de France. In de Giro d'Italia droeg hij 50 dagen de roze trui.
Omringd door zijn vrouw en zijn drie kinderen overleed Bartali in 2000 na een hartaanval. Hij werd 85 jaar oud.

## Citaat
- „Aan Onze Lieve Vrouw heb ik beloofd dat ik alles voor het goede zou doen, omdat ik alles doe in Haar naam. En zij was zo voorkomend om mij niet slecht te maken."[5]

## Prestaties
1934
- Giro del Casentino

1935
- Italiaans kampioenschap op de weg, Elite
- Coppa Bernocchi
- Giro della provincie Messina
- 6e etappe Ronde van Italië
- 2e, 3e en 5e etappe Ronde van het Baskenland
- Eindklassement Ronde van het Baskenland

1936
- Ronde van Lombardije
- 9e, 17e (deel B) en 18e etappe Ronde van Italië
- Eindklassement Ronde van Italië
- Eindklassment Giro provincia Milano

1937
- Italiaans kampioenschap op de weg, Elite
- Ronde van Lazio
- Ronde van Piëmont
- 8e (deel A), 10e, 16e en 17e etappe Ronde van Italië
- Eindklassement Ronde van Italië
- 7e etappe Ronde van Frankrijk

1938
- 11e en 14e etappe Ronde van Frankrijk
- Eindklassement Ronde van Frankrijk
- Tre Valli Varesine
- Koppelkoers Milaan

1939
- Milaan-San-Remo
- Ronde van Lombardije
- Ronde van Piëmont
- Ronde van Toscane
- 2e, 9e (deel B), 15e en 17e etappe Ronde van Italië
- GP Stampa
- Koppelkoers Milaan

1940
- Milaan-San Remo
- Ronde van Lombardije
- Ronde van Toscane
- Italiaans kampioenschap op de weg, Elite
- 17e en 19e etappe Ronde van Italië
- Ronde van Campanië
- Milaan-Mantova

1941
- Coppa Marin

1942
- Koppelkoers Milaan

1945
- Ronde van Campanië
- Coppa Gelsomini
- Eindklassement Ronde van de vier Provinciën

1946
- Kampioenschap van Zürich
- 1e, 5e, 6e en 8e etappe Ronde van Zwitserland
- Eindklassement Ronde van Zwitserland
- Eindklassement Ronde van Italië
- Trofeo Matteotti
- G.P Bassecourt

1947
- Milaan-San Remo
- 1 (deel C) en 2e etappe Ronde van Zwitserland
- Eindklassement Ronde van Zwitserland
- 3b etappe Ronde van Romandië
- 2e en 15e etappe Ronde van Italië
- GP Sodolin

1948
- Kampioenschap van Zürich
- Ronde van Toscane
- 1e, 7e, 8e, 13e, 14e, 15e en 19e etappe Ronde van Frankrijk
- Eindklassement Ronde van Frankrijk

1949
- GP San Marino
- 1e (deel B) en 2e etappe Ronde van Romandië
- Eindklassement Ronde van Romandië
- 16e etappe Ronde van Frankrijk

1950
- Milaan-San Remo
- Ronde van Toscane
- 11e etappe Ronde van Frankrijk
- 9e etappe Ronde van Italië

1951
- Ronde van Piëmont
- GP Industra in Belmonte

1952
- Ronde van Reggio Calabria
- Italiaans kampioenschap op de weg, Elite
- 2a etappe Rome-Napoli-Rome
- Ronde van Emilië

1953
- Ronde van Emilië
- Ronde van Toscane

### Belangrijkste overwinningen
- Tour de France 1938, 1948
- Ronde van Italië 1936, 1937, 1946
- Ronde van Romandië 1949
- Ronde van Zwitserland 1946, 1947

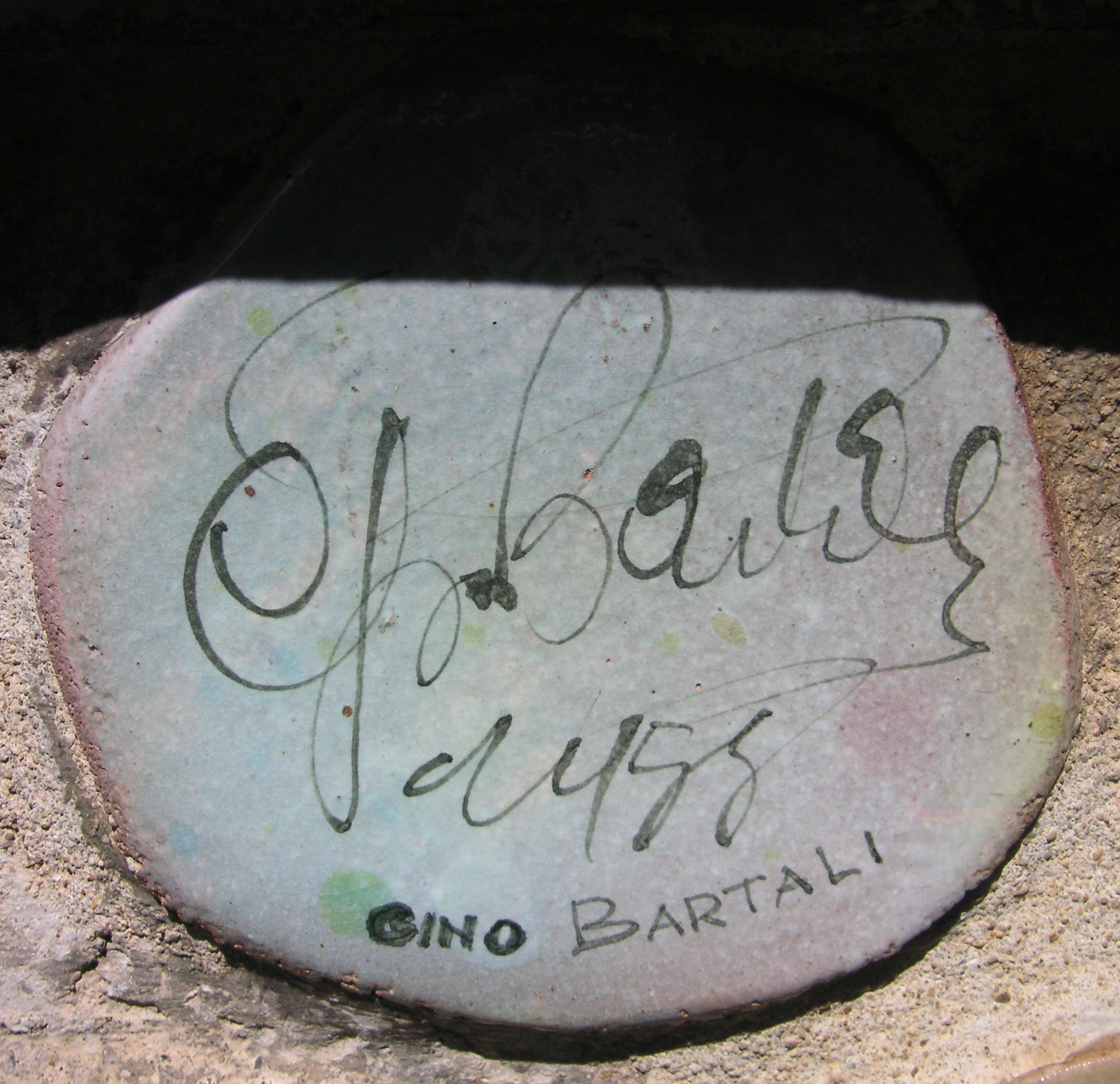
Handtekening van Bartali

- Milaan-San Remo 1939, 1940, 1947, 1950
- Ronde van Lombardije 1936, 1939, 1940
- Ronde van Toscane 1939,1940
- Kampioenschap van Zürich 1946,1948
- Italiaans kampioen op de weg 1935,1937,1940
- Ronde van Piëmont 1937,1939,1951

### Resultaten in voornaamste wedstrijden
| Jaar | Ronde van Italië | Ronde van Frankrijk | Ronde van Spanje |
| ---- | ---------------- | ------------------- | ---------------- |
| 1935 | 7e (1)           |                     |                  |
| 1936 | ↑ (3)            |                     |                  |
| 1937 | ↑ (4)            | opgave (1)          |                  |
| 1938 |                  | ↑ (2)               |                  |
| 1939 | ↑ (4)            |                     |                  |
| 1940 | 9e (2)           |                     |                  |
| 1941 |                  |                     |                  |
| 1942 |                  |                     |                  |
| 1943 |                  |                     |                  |
| 1945 |                  |                     |                  |
| 1946 | ↑                |                     |                  |
| 1947 | ↑ (2)            |                     |                  |
| 1948 | 8e               | ↑ (7)               |                  |
| 1949 | ↑                | ↑ (1)               |                  |
| 1950 | ↑ (1)            | opgave (1)          |                  |
| 1951 | 10e              | 4e                  |                  |
| 1952 | 5e               | 4e                  |                  |
| 1953 | 4e               | 11e                 |                  |
| 1954 | 13e              |                     |                  |

| Jaar | Milaan-San Remo | Gent-Wevelgem | Luik-Bast.‑Luik | Ronde van Lombardije | Waalse Pijl |  | WK op de weg |  | Wereldranglijsten |
| ---- | --------------- | ------------- | --------------- | -------------------- | ----------- |  | ------------ |  | ----------------- |
| 1935 | 4e              |               |                 | ↑                    |             |  |              |  |                   |
| 1936 | 23e             |               |                 | ↑                    |             |  | 7e           |  |                   |
| 1937 |                 |               |                 | ↑                    |             |  |              |  |                   |
| 1938 | 7e              |               |                 | ↑                    |             |  |              |  |                   |
| 1939 | ↑               |               |                 | ↑                    |             |  |              |  |                   |
| 1940 | ↑               |               |                 | ↑                    |             |  |              |  |                   |
| 1941 | 12e             |               |                 | 9e                   |             |  |              |  |                   |
| 1942 | 11e             |               |                 | ↑                    |             |  |              |  |                   |
| 1943 | 5e              |               |                 |                      |             |  |              |  |                   |
| 1945 |                 |               |                 | ↑                    |             |  |              |  |                   |
| 1946 | 4e              |               |                 |                      |             |  | 12e          |  |                   |
| 1947 | ↑               | 9e            |                 | ↑                    |             |  |              |  |                   |
| 1948 | 29e             |               |                 |                      |             |  |              |  | (CDC)             |
| 1949 | 15e             |               |                 |                      |             |  |              |  | (CDC)             |
| 1950 | ↑               |               |                 | 31e                  |             |  |              |  | 5e (CDC)          |
| 1951 | 27e             |               | 6e              | 11e                  | Zilver      |  | 9e           |  | 5e (CDC)          |
| 1952 | 37e             |               |                 | 36e                  |             |  | 10e          |  |                   |
| 1953 | 34e             |               |                 |                      |             |  |              |  |                   |
| 1954 | 13e             |               |                 |                      |             |  |              |  |                   |